# Riozinho
Riozinho is een gemeente in de Braziliaanse deelstaat Rio Grande do Sul. De gemeente telt 4.664 inwoners (schatting 2009).